# Eva Bexell
Eva Agneta Magdalena Bexell, född 26 mars 1945 i Åseda, är en svensk barn- och ungdomsförfattare.
Bexell, som är uppvuxen i Borgholm på Öland, har även arbetat som tecknare samt mode- och frilansjournalist. Hon skriver för barn och ungdom och hennes debutroman Prostens barnbarn utkom 1976 och fick senare två uppföljare. Flera av böckerna har även sänts i radio med Margaretha Krook som uppläsare. Hennes böcker finns översatta till danska, engelska, finska, japanska, norska, tyska och georgiska.

## Priser och utmärkelser
- 1987 – BMF-Barnboksplaketten för Opp och hoppa, morfar prosten[1]
- 2003 – Emilpriset[2]